# جودي بوكستون
جودي بوكستون (بالإنجليزية: Judy Buxton)‏ هي ممثلة بريطانية، ولدت في 1950 في كرويدون في المملكة المتحدة.

## وصلات خارجية
- جودي بوكستون على موقع IMDb (الإنجليزية)
- جودي بوكستون على موقع ميوزك برينز (الإنجليزية)
- جودي بوكستون على موقع قاعدة بيانات الفيلم (الإنجليزية)